# Cruzeiro EC
Cruzeiro Esporte Clube este un club de fotbal din Belo Horizonte, Brazilia.

## Lotul actual
La 25 mai 2024. 
| Nr. |           | Poziție | Jucător                                      |
| --- | --------- | ------- | -------------------------------------------- |
| 2   | Brazilia  | F       | Wesley Gasolina                              |
| 3   | Brazilia  | F       | Marlon Xavier                                |
| 5   | Brazilia  | F       | Zé Ivaldo                                    |
| 6   | Brazilia  | F       | Kaiki Bruno                                  |
| 7   | Brazilia  | M       | Mateus Vital                                 |
| 8   | Brazilia  | A       | Rafa Silva                                   |
| 9   | Argentina | A       | Juan Dinenno                                 |
| 10  | Brazilia  | M       | Matheus Pereira (împrumutat de la Al-Hilal)  |
| 11  | Brazilia  | A       | Arthur Gomes                                 |
| 12  | Brazilia  | F       | William                                      |
| 16  | Brazilia  | M       | Lucas Silva                                  |
| 17  | Brazilia  | M       | Ramiro                                       |
| 18  | Ecuador   | M       | José Cifuentes (împrumutat de la Rangers)    |
| 19  | Brazilia  | A       | Rafael Elias                                 |
| 20  | Brazilia  | M       | Jhosefer                                     |
| 21  | Argentina | A       | Álvaro Barreal (împrumutat de la Cincinnati) |

| Nr. |           | Poziție | Jucător                                              |
| --- | --------- | ------- | ---------------------------------------------------- |
| 22  | Brazilia  | M       | Vitinho                                              |
| 23  | Brazilia  | M       | Filipe Machado                                       |
| 25  | Argentina | F       | Lucas Villalba (împrumutat de la Argentinos Juniors) |
| 27  | Brazilia  | F       | Neris                                                |
| 28  | Columbia  | F       | Helibelton Palacios                                  |
| 29  | Argentina | M       | Lucas Romero                                         |
| 30  | Brazilia  | A       | Gabriel Veron (împrumutat de la Porto)               |
| 31  | Brazilia  | A       | Rafael Bilú                                          |
| 35  | Brazilia  | F       | Pedrão                                               |
| 41  | Brazilia  | P       | Léo Aragão                                           |
| 43  | Brazilia  | F       | João Marcelo                                         |
| 55  | Brazilia  | A       | João Pedro                                           |
| 77  | Brazilia  | M       | Japa                                                 |
| 80  | Brazilia  | M       | Robert                                               |
| 81  | Brazilia  | P       | Gabriel Grando (împrumutat de la Grêmio)             |
| 98  | Brazilia  | P       | Anderson                                             |
|     | Brazilia  | P       | Cássio                                               |